# Eugen Drewermann
Eugen Drewermann (pronúnciese Oig'n Dréverman) (Bergkamen, Alemania, 20 de junio de 1940) es un sacerdote suspendido y teólogo excatólico alemán. 

## Lista de obras publicadas en español
- 1994 Lo esencial es invisible. El Principito de Saint-Exupery: una interpretación psicoanalista. Herder Editorial. ISBN 84-254-1862-3.
- 1994 No os dejéis arrebatar la libertad. Por un diálogo abierto en la Iglesia. Herbert Haag y Eugen Drewermann. Editorial Herder. ISBN 84-254-1870-4.
- 1995 Clérigos. Psicograma de un ideal. Trotta. 2ª 2005 edition. ISBN 84-8164-038-7.
- 1995 Giordano Bruno o El Espejo del infinito. Herder Editorial. ISBN 84-254-1896-8.
- 1996 Psicoanálisis y teología moral. Vol. I. Angustia y culpa. Editorial Desclée de Brouwer. ISBN 84-330-1169-3.
- 1996 Psicoanálisis y teología moral. Vol. II. Caminos y rodeos del amor. Editorial Desclée de Brouwer. ISBN 84-330-1190-1.
- 1996 La palabra de salvación y sanación. La fuerza liberadora de la fe. Herder Editorial. ISBN 84-254-1904-2.
- 1996 El mensaje de las mujeres. La ciencia del amor. Herder Editorial. ISBN 84-254-1926-3.
- 1997 Psicoanálisis y teología moral. Vol. III. En los confines de la vida. Editorial Desclée de Brouwer. ISBN 84-330-1209-6.
- 1997 Dios Inmediato: Conversaciones con Gwendoline Jarczyk. Editorial Trotta. ISBN 84-8164-139-1.
- 1998 Diálogo sin término. Eugen Drewermann; Jacques Gaillot. Editorial Trotta. ISBN 84-8164-241-X.
- 2008 Los Diez mandamientos: Entre el precepto y la sabiduría. Desclée de Brouwer S.A ISBN 978-84-330-2268-4
- 2010 Sendas de salvación. Desclée de Brouwer ISBN 978-84-330-2385-8

## Lista de obras publicadas en otros idiomas
- Eugen Drewermann. "Die Rechtlosigkeit der Kreatur im christlichen Abendland oder: von einer wichtigen Ausnahme". Interdisziplinäre Arbeitsgemeinschaft Tierethik (Hrsg.). Tierrechte - Eine interdisziplinäre Herausforderung. Erlangen 2007. ISBN 978-3-89131-417-3
- Eugen Drewermann. "Rapunzel, Rapunzel, lass Dein Haar herunter" Grimms Märchen tiefenpsychologisch gedeutet. Deutscher Taschenbuch Verlag, 2004, München.

## Libros sobre Drewermann
- Beier, Matthias (2006). A Violent God-Image: An Introduction to the Work of Eugen Drewermann. Continuum International. ISBN 0-8264-1835-X.
- Beier, Matthias (2010). Gott ohne Angst: Einführung in das Denken Drewermanns. Patmos. ISBN 3-491-72543-7.

- Datos: Q62000
- Multimedia: Eugen Drewermann / Q62000